# رونالد قاولد
رونالد قاولد (بالإنجليزية: Ronald J. Gould)‏ هو رياضياتي أمريكي، ولد في 15 أبريل 1950.